# David Le Lay

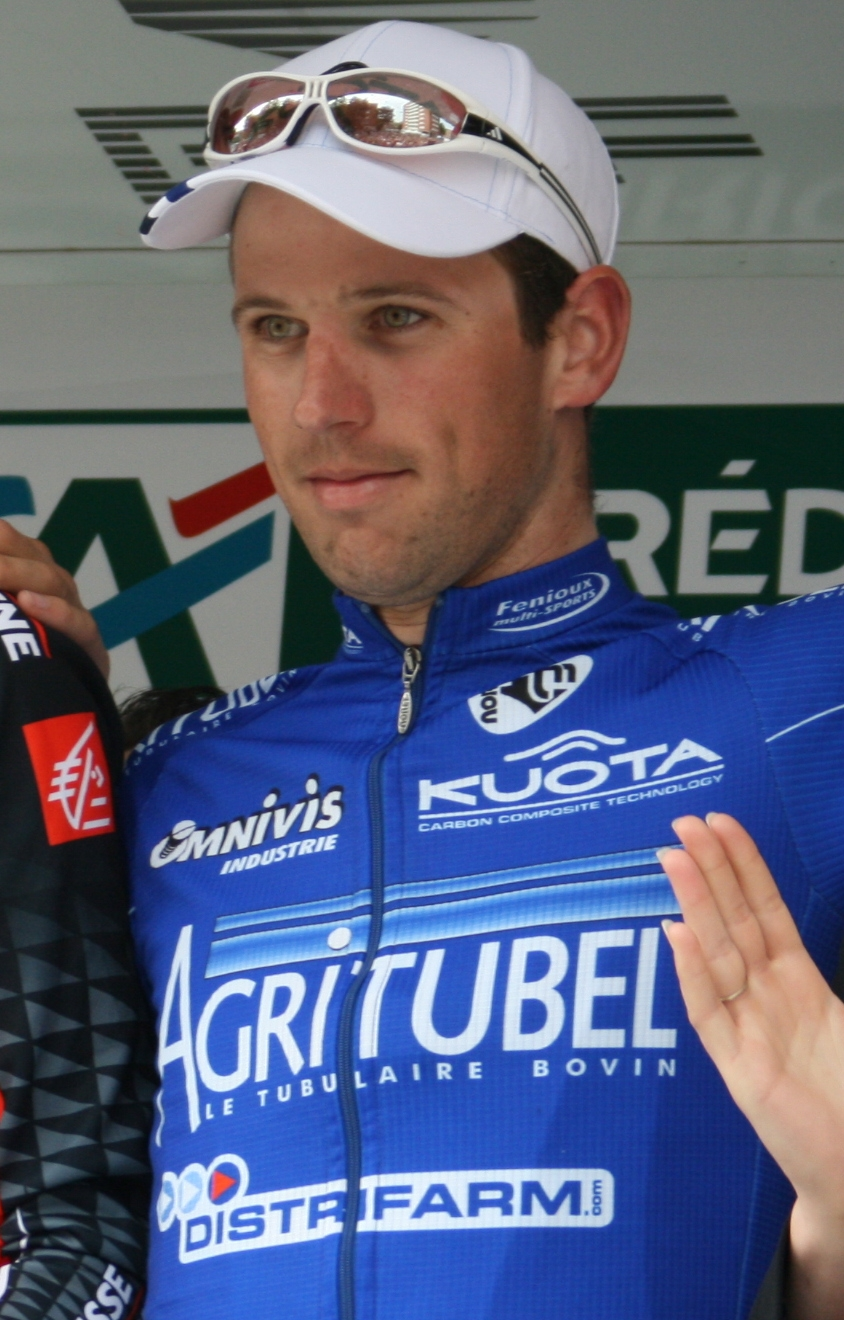
David Le Lay (2009)

David Le Lay (* 30. Dezember 1979 in Saint Brieuc) ist ein französischer Radrennfahrer.
David Le Lay ist der Sohn von Gilbert Le Lay, der 1978 und 1979 für das Radsportteam Fiat fuhr. 2001 gewann er eine Etappe bei der Tour du Loir-et-Cher. Seit 2005 fährt er für das französische Continental Team Bretagne-Jean Floc'h. In seinem ersten Jahr dort gewann er den Circuit de la Nive. Eine Saison später war er bei der Boucles de la Soule und beim Circuit du Morbihan erfolgreich. Außerdem gewann er jeweils eine Etappe bei Ruban Granitier Breton und bei der Boucles de la Mayenne. 2007 gewann Le Lay zum zweiten Mal den Circuit de la Nive.
Dreimal startete Le Lay bei der Tour de France, einmal bei der Vuelta a España, ohne sich dabei auszuzeichnen.
Ende 2014 beendete Le Lay seine Radsportkarriere mit einem Sieg im Einzelzeitfahren bei der bretonischen Meisterschaft.

## Erfolge
2001
- eine Etappe Tour du Loir-et-Cher

2006
- eine Etappe Ruban Granitier Breton
- eine Etappe Boucles de la Mayenne

2008
- Tour du Finistère
- Trophée des Grimpeurs

2009
- Gesamtwertung Les 3 Jours de Vaucluse
- Gesamtwertung und eine Etappe Circuit Cycliste Sarthe

## Teams
- 2005 Bretagne-Jean Floc’h
- 2006 Bretagne-Jean Floc’h
- 2007 Bretagne-Armor Lux
- 2008 Bretagne-Armor Lux (bis 29.06.)
- 2008 Agritubel (ab 30.06.)
- 2009 Agritubel
- 2010 AG2R La Mondiale
- 2011 AG2R La Mondiale
- 2012 Saur-Sojasun
- 2013 Sojasun
- 2014 Team BIC 2000